# Ящик Пандоры (фильм)
«Ящик Пандоры» (нем. Die Büchse der Pandora, в советском прокате — «Лулу») — классический немецкий немой фильм, поставленный в 1928 году Георгом Вильгельмом Пабстом с Луизой Брукс в главной роли. Премьера состоялась 29 января 1929 года.

## Сюжет
Лулу — любовница Людвига Шёна, респектабельного владельца газеты. Фильм начинается с того, что Шён приходит к Лулу объявить о своей помолвке с Шарлоттой фон Царников, дочерью министра. К своему неудовольствию, он обнаруживает Лулу в компании непрезентабельного старика, пьяницы Шигольха — её старого знакомого (природа отношений Лулу и Шигольха из содержания фильма не до конца ясна).
На следующий день Лулу встречается со своим лучшим другом Альвой — сыном доктора Шёна. Шён-старший недоволен тем, что Лулу пришла в его дом, но ему приходит в голову идея: чтобы отвлечь Лулу от мыслей о своей будущей женитьбе, он предлагает ей главную роль в ревю, которое делает Альва. Лулу соглашается, однако когда Шён приходит на премьеру с Шарлоттой, Лулу отказывается выступать перед своей соперницей. Шён отправляется за кулисы, чтобы уговорить Лулу не срывать представление, но в результате Лулу соблазняет Людвига, уединившись с ним в складском помещении. Шарлотта обнаруживает любовников в объятьях друг друга.
Помолвка доктора Шёна с Шарлоттой разорвана, и он соглашается жениться на Лулу. В самый разгар свадьбы он застаёт Лулу в спальне, заигрывающей с Шигольхом и их знакомым, антрепренёром Родриго Квастом. Выйдя из себя, доктор Шён достаёт пистолет. Гости в панике разбегаются, Лулу и Шён остаются одни. Людвиг протягивает Лулу пистолет и требует, чтобы она покончила с собой. Лулу отказывается; Шён пытается заставить её силой, и в борьбе пистолет случайно разряжается. Шён убит наповал.
Лулу отдают под суд. Она обвинена в убийстве и приговорена к пяти годам тюрьмы. Но Шигольху и Квасту удаётся включить пожарную сигнализацию, и в создавшейся неразберихе Лулу сбегает из зала суда. Она отправляется в дом Шёна, где её встречает Альва. Он признаётся в любви Лулу, и они решают бежать из страны. Графиня Августа Гешвитц, которая тоже влюблена в Лулу, даёт ей свой паспорт. В поезде Лулу узнаёт по портрету один из пассажиров, маркиз Касти-Пьяни, и вымогает деньги в обмен на молчание. Он же предлагает место, где можно укрыться: небольшой корабль, на котором разместилось нелегальное казино.
Несколько месяцев спустя маркиз, продолжающий использовать своё влияние на Лулу, заключает сделку с богатым египтянином, согласно которой Лулу отправится в бордель последнего в обмен на денежную сумму, которую получит Касти-Пьяни. В это же время Родриго Кваст тоже начинает шантажировать Лулу в надежде получить денег на новую постановку. Последняя надежда Лулу — на выигрыш Альвы в картах. Альве не везёт, и он пытается сжульничать, но его обман быстро раскрывают другие игроки. Лулу обращается за помощью к Шигольху. Тот использует любовь Августы к Лулу и заставляет её соблазнить Кваста. Когда Кваст и Августа уединяются, Шигольх убивает Родриго. Лулу, Альва и Шигольх сбегают с корабля.
Действие заканчивается в Лондоне. Трое беглецов живут в бедности на чердаке. В канун Рождества Лулу вынуждена выйти на панель. Первым же её клиентом оказывается Джек Потрошитель. Он говорит ей, что денег при себе не имеет, но Лулу, проникшаяся к нему симпатией, всё равно приглашает Джека в своё жилище (до их прибытия Шигольх выталкивает наружу Альву и уходит сам). Идя по лестнице, тронутый Джек незаметно для Лулу выбрасывает свой нож. Но внутри, на чердаке, ему на глаза попадается другой нож, и тогда уже маньяку не удаётся сдержать себя. В это время Альва, ничего не знающий о происходящем, присоединяется к проходящему мимо шествию Армии спасения.

## В ролях
| Актёр                                              | Роль                                 |
| -------------------------------------------------- | ------------------------------------ |
| Луиза Брукс                                        | Лулу                                 |
| Фриц Кортнер                                       | доктор Людвиг Шён                    |
| Френсис Ледерер                                    | Альва Шён сын Людвига Шёна           |
| Карл Гётц (нем. Carl Goetz)                        | Шигольх                              |
| Краффт-Рашиг (нем. Krafft-Raschig)                 | антрепренёр Родриго Кваст            |
| Алис Робер                                         | графиня Августа Гешвитц              |
| Дэйзи Д´ора (нем. Daisy d’Ora)                     | Шарлотта Мария Аделаида фон Царников |
| Густав Диссль                                      | Джек Потрошитель                     |
| Михаэль фон Невлински (нем. Michael von Newlinski) | маркиз Касти-Пьяни                   |
| Карл Этлингер (нем. Karl Etlinger)                 | адвокат                              |
| Зигфрид Арно (нем. Siegfried Arno)                 | инструктор                           |

## История создания
Фильм основан на двух пьесах Франка Ведекинда — «Дух земли» (нем. Erdgeist) и «Ящик Пандоры» (нем. Die Büchse der Pandora). Одна экранизация второй из названных драм уже была создана в 1921 году; роль Лулу там исполняла Аста Нильсен.
После долгих поисков актрисы на главную роль Пабст увидел Луизу Брукс в фильме «Девушка в каждом порту» (1928) Говарда Хоукса и попытался связаться с Paramount Pictures, где работала Брукс, чтобы добиться её участия в «Ящике Пандоры». Предложение Пабста даже не было рассмотрено голливудской студией; Пабсту удалось пригласить Брукс в свой фильм, только когда её контракт с Paramount был разорван. До того, как Брукс дала согласие на съёмки, Пабст рассматривал кандидатуру Марлен Дитрих.

## Реакция критики и позднейшее признание

Сцена в казино: Альва Шён (Фрэнсис Ледерер) за игрой, слева от него Лулу (Луиза Брукс), позади Лулу — Августа Гешвитц (Алис Робер).

Непосредственно после появления фильм не вызвал одобрения критиков. За пределами Германии была показана перемонтированная версия ленты, из которой были изъяты сомнительные с точки зрения морали моменты, и которая заканчивалась хэппи-эндом. Успеха картина не имела; к примеру, обозреватель газеты The New York Times назвал фильм «бессвязной мелодрамой». В Германии вызвало недовольство искажение текста Ведекинда и тот факт, что главную роль исполнила американка. Однако истинная причина недовольства состояла скорее всего не в том, что Пабст попытался переложить в визуальный ряд пьесу, чьё основное достоинство состояло в тонко продуманных диалогах, а в том, что экспрессионизм пьесы не соответствовал реализму «золотых двадцатых», царившему в Германии на момент выхода фильма.
Кинолента подверглась критике и в СССР: в фельетоне «Шалуны и шалуньи» (1929) Илья Ильф и Евгений Петров писали, что «по воле чиновника [из Совкино] с невыразительными чертами лица» приобретаются иностранные фильмы вроде «Лулу», «Мулен Руж», «Опыт инженера Стронга», то есть «отвратительное, бездарное, вредное из всего того, что выпущено в области кино за границей»: «Несомненно, что человек с таким вкусом, как наш чиновник, хорошие картины бракует, ибо нам доподлинно известно, что есть на Западе не только плохие фильмы».
Фильм был заново открыт в 1950-е годы и причислен к классике немецкого кино эпохи Веймарской республики. Он регулярно попадает в разнообразные списки лучших фильмов. На сайте They Shoot Pictures, Don’t They?, который обобщает из разных источников рейтинги, составленные кинематографистами и критиками, «Ящик Пандоры» занимает 213 место среди тысячи самых прославленных фильмов всех времён.
Пабсту, как пишут критики, удалось создать на экране особую атмосферу «сексуального безумия». Он блестяще владеет режиссурой, иногда для передачи драматического конфликта режиссёру достаточно одного кадра. Визуально картина построена на контрастном кьяроскуро, большую роль играют тени и туман; по словам Майкла Уилмингтона, эти приёмы предвосхищают эстетику американского нуара. Картина в целом состоит из нескольких сегментов, каждый из которых имеет собственных неповторимый стиль. Отношения Лулу с доктором Шёном полны психологического реализма. Лондонская кода заретушевана экспрессионистическими элементами. Сцена ревю, выполненная в голливудском стиле, насыщена энергией и юмором.
Особое место в поздних отзывах на «Ящик Пандоры» занимает игра Луизы Брукс. Анри Ланглуа вскоре после того, как фильм был заново открыт критикой, произнёс: «Нет никакой Гарбо. Нет никакой Дитрих. Есть только Луиза Брукс». Дэвид Томсон писал о том, что Брукс создала не просто персонаж, но навсегда утвердила в кино образ femme fatale. Михаил Ямпольский, в свою очередь, сравнивает её с Брижит Бардо, Джин Сиберг и Анной Карина: по мнению этого искусствоведа, все они — воплощения чистой женственности; «актрисы „вне амплуа“, актрисы „собственного тела“». По словам известного американского критика Роджера Эберта, именно благодаря Брукс картина оказалась в числе выдающихся произведений кинематографа.

## Мотивы
Название картины отсылает к древнегреческому мифу о Пандоре, которая, из любопытства открыв ларец, данный ей богами, выпустила на волю беды, обрушившиеся на мир. Точно так же Лулу приносит несчастья всем, кого с ней сталкивает судьба. Сравнение Лулу с Пандорой прямо высказано в самом фильме в сцене суда.
Фильм часто упоминается в качестве одного из первых, открыто показывающих лесбийские отношения: мужеподобная графиня Августа Гешвитц в фильме испытывает романтическое влечение к Лулу.

## Влияние
Некоторые сцены из фильма использованы в клипе на песню Pandora’s Box британской поп-группы OMD.